# Forcipomyia inflatipalpis
Forcipomyia inflatipalpis är en tvåvingeart som beskrevs av Clastrier och Delecolle 1993. Forcipomyia inflatipalpis ingår i släktet Forcipomyia och familjen svidknott.
Artens utbredningsområde är Nya Kaledonien. Inga underarter finns listade i Catalogue of Life.